# Evan Lysacek

Evan Lysacek, né le 4 juin 1985 à Chicago (Illinois), est un patineur artistique américain. Il est double champion américain (2007-2008), double médaillé de bronze aux championnats du monde (2005-2006), médaillé de bronze de la Finale du Grand Prix ISU 2007/2008, champion du monde 2009 et champion olympique en 2010, où il bat Evgeni Plushenko avec 1,31 point d'avance.

## Biographie

### Vie personnelle
Evan Lysacek est né à Chicago et a grandi à Napierville. Sa mère, Tanya, est une enseignante suppléante et son père, Don, est un entrepreneur en construction. Evan a une sœur aînée, Laura et une sœur cadette, Christina. Celle-ci a joué au volleyball au niveau national. Il a un cousin, Cole Chason, qui fait partie de l'équipe Clemson Tigers.
Lysacek est diplômé de la Neuqua Valley High School depuis 2003. Il s'est d'ailleurs adjugé plusieurs prix académiques, dont le Presidential Award for Academic Excellence en 1999.
Peu après sa graduation en 2003, Evan a déménagé à Los Angeles pour s'entraîner avec Frank Carroll et Ken Congemi.

### Carrière sportive

#### Les débuts
À l'âge de 8 ans, Evan reçut des patins en cadeau de sa grand-mère. Au départ, Evan désirait jouer au hockey. Donc, sa mère l'inscrivit à des cours de patinage avec sa sœur aînée. Lorsqu'un entraîneur reconnut son talent et Evan commença à suivre des leçons privés de patinage artistique, ainsi que faire de la compétition.
Evan progressa très rapidement. Il gagna le titre national au niveau juvénile en 1996. Il remporta le titre national de niveau novice en 1999, à l'âge de 14 ans. L'année suivante, il mit la main sur le titre de champion américain de niveau junior. Il devint le premier américain en 50 ans à gagner le titre national consécutivement au niveau novice et junior.
Evan connut une excellente saison en 2000/2001. Il démontra beaucoup de promesses sur le circuit du Grand Prix junior, en remportant deux médailles d'argent. Il se qualifia pour la Finale du Grand Prix junior. N'étant pas dans l'équipe pour les championnats du monde juniors au départ, Evan put prendre part à la compétition à la suite de l'abandon de Ryan Bradley. Evan remporta la médaille d'argent derrière son compatriote Johnny Weir. C'était la première fois depuis 1987 que les États-Unis obtenait l'or et l'argent aux championnats du monde juniors.
La saison 2001/2002 fut plutôt décevante. Plusieurs blessures ont privé Evan de l'entraînement. À la suite des attentats du 11 septembre 2001, l'étape du Grand Prix junior qui devait avoir lieu en Arizona fut annulée. De plus, l'USFSA empêcha ses patineurs de niveau junior de participer aux autres compétitions du Grand Prix. Moins motivé, Evan connut un mauvais championnat national, où il se classa 12e, et ne fut pas sélectionné sur l'équipe mondiale junior.
Evan apporta quelques changements à ses habitudes de vie et d'entraînement pour la saison 2002/2003, en plus de se fixer des buts. Il remporta des médailles sur le circuit du Grand Prix junior, et se qualifia encore pour la finale. S'étant classé dans le top 10 aux Championnats des États-Unis, l'USFSA l'envoie aux championnats des quatre continents, sa première compétition internationale de niveau senior, où il termine dixième. Il remporta, par la suite, sa deuxième médaille d'argent aux championnats du monde junior. Après avoir terminé ses études secondaires en 2003, Evan changea d'entraîneur. Il se tourna vers Ken Congemi et Frank Carroll et déménagea en Californie. À la suite de ce changement, Evan gagna ses compétitions de Grand Prix junior ainsi que la finale. Il se classa cinquième aux championnats des États-Unis, ce qui lui valut une place sur l'équipe nationale et fut envoyé aux championnats des quatre continents pour une seconde fois. Il y remporta une première médaille de bronze dans une compétition internationale de niveau senior. Peu de temps après, Evan remporta une troisième médaille d'argent aux championnats du monde junior.

#### Niveau senior

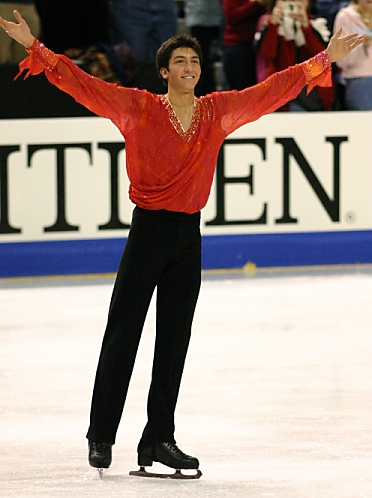
Evan Lysacek aux championnats des quatre continents 2004.

Durant la saison 2004/2005, il compétitionna dans le circuit du Grand Prix Senior. Il se classa cinquième à ses deux compétitions: Skate America et Coupe de Russie. Lors des championnats des États-Unis, il remporta la médaille de bronze et cela lui permit d'aller à ses premiers championnats du monde de niveau senior. Avant les championnats du monde, il remporta la médaille d'or aux Quatre Continents. Durant les championnats du monde à Moscou, Evan surprit tout le monde en remportant la médaille de bronze, alors que son but principal était de passer au-delà de la ronde de qualification. Il devint le premier américain depuis 1957, à avoir remporté une médaille à ses premiers championnats du monde.
La saison 2005/2006 connut un début difficile. Peu après qu'il a remporté une médaille d'argent à Skate America, Evan décida de laisser tomber son programme libre sur la musique du film Grease, puisqu'il semblait évident que le programme ne fonctionnait pas. Pour le Trophée NHK, Evan remporta une autre médaille d'argent avec un nouveau programme libre sur la musique de Carmen. Il accéda à la finale du Grand Prix ISU pour la première fois. Il fut le seul américain à s'être qualifié, cette saison-là. Malheureusement, il dut déclarer forfait à la suite d'une blessure à la hanche qu'il veut soigner à tout prix avant les championnats des États-Unis. Ces championnats nationaux se passèrent bien pour Evan, malgré une chute durant le programme court qui le relégua en troisième place. Mais il remporta le programme libre et  termina deuxième derrière Johnny Weir au total. Grâce à cette deuxième place, Evan fut nommé sur l'équipe américaine olympique pour les Jeux olympiques de Turin.
Rempli d'espoir pour ses premiers Jeux olympiques, le tout tourna au cauchemar pour Evan lorsqu'il connut une très décevante performance durant le programme court et se retrouve en dixième place. Quelques heures plus tard, un virus l'affecta, le rendit malade et il fut incapable d'aller aux séances d'entraînement. Après avoir considéré l'option de déclarer forfait, Evan se rendit quand même à la compétition. Il livra une de ses meilleures performances pour un programme libre. Il a réussi huit triple sauts et il a terminé troisième du programme libre. Il se classa quatrième en tout, à sept points de la médaille de bronze.
Un mois plus tard, Evan se rendit à Calgary pour les championnats du monde. Encore une fois, Evan fut ennuyé par une infection. Malgré tout, il réussit son premier quadruple saut en compétition : un quadruple boucle piqué. Il a passé de la septième place à la troisième après un très bon programme libre, et il termina la saison avec une nouvelle médaille de bronze.
Durant la saison 2006/2007, Evan remporta à nouveau une médaille d'argent à Skate America suivi d'une première médaille d'or à la Coupe de Chine. Il put se qualifier pour la Finale du Grand Prix, mais il dut abandonner tout juste avant que la compétition ne débute, ennuyé encore une fois par une blessure à la hanche.
Evan a pu recommencer l'entraînement quelques semaines plus tard. Lors des Championnats américains 2007, il a livré son meilleur programme court de la saison. De plus, il a exécuté proprement son premier quadruple saut de la saison, une combinaison quadruple boucle piqué-triple boucle piqué, pour gagner son premier titre national. Une semaine plus tard, Lysacek participa à la compétition des Quatre Continents. Il était quatrième après le programme court, mais il exécuta une autre excellente performance, en réussissant une combinaison quadruple-triple. Il a battu son meilleur pointage personnel et remporta son deuxième titre de champion des Quatre Continents.

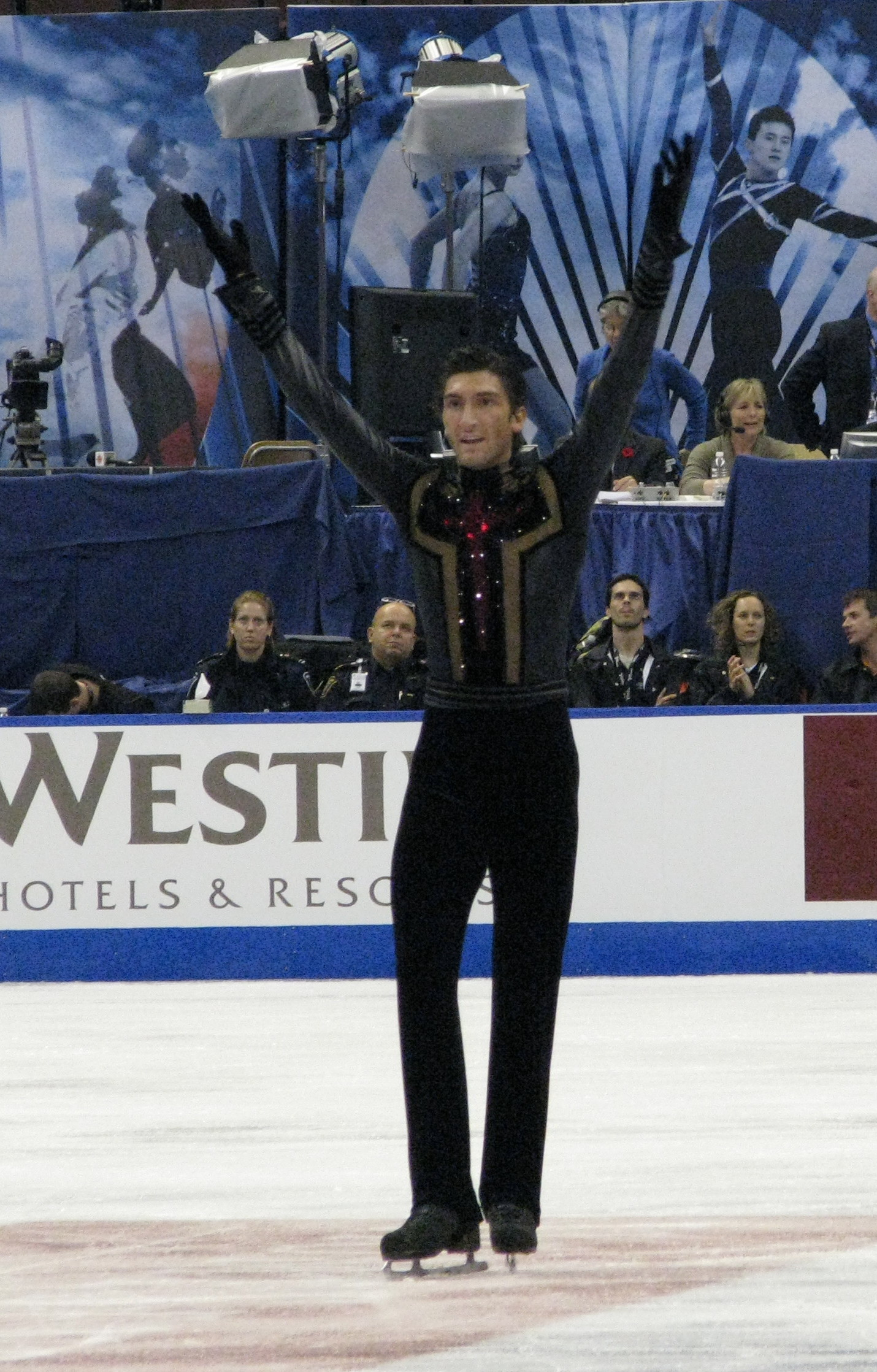
Evan Lysacek après son programme court à Skate Canada 2008.

Aux championnats du monde, Evan a tenté d'exécuter un quadruple saut durant le programme court. Il tenta une combinaison quadruple-triple, mais il a trébuché à la réception de son quadruple, toucha la glace avec sa main et enchaîna avec un double saut. Il se classa cinquième après le programme court et a battu son meilleur pointage personnel pour un programme court. Durant le programme long, il a tenté une combinaison quadruple-triple, mais il a perdu le contrôle lors de la réception de son quadruple et n'a pu terminer sa combinaison. Il a également exécuté une double boucle au lieu d'une triple. Il se classa cinquième du programme libre et cinquième au total.
À la saison 2007/2008, Evan participa à Skate America et à la Coupe de Chine. À chacune de ses apparitions, il tenta le quadruple boucle piqué. Il a remporté 2 médailles d'argent sur le circuit du Grand Prix. Il a battu son meilleur pointage personnel à la Coupe de Chine. Il se qualifia pour la Finale du Grand Prix ISU pour la troisième fois et y remporta une médaille de bronze et battu à nouveau son meilleur pointage personnel. Aux championnats des États-Unis 2008, la lutte fut très serrée avec son rival Johnny Weir. Deuxième après le programme court avec une différence de points minime, Lysacek a remporté le programme libre. Mais il se retrouva à égalité avec Weir au score total. Comme bris d'égalité, le meilleur score pour le programme libre fut tenu en compte et Evan a pu mettre la main sur un deuxième titre national. Envoyé aux Quatre Continents, Evan a remporté une médaille de bronze. Considéré comme un des favoris pour une médaille aux championnats du monde, Evan dut déclarer forfait à moins d'une semaine avant l'événement à la suite d'une blessure qu'il s'est faite à l'entraînement.
Pour la saison 2008/2009, Evan a travaillé avec Tatiana Tarasova pour les chorégraphies. Il a commencé la saison 2008/2009 avec les deux premières compétitions du Grand Prix ISU : Skate America et Skate Canada. Evan a remporté des médailles de bronze à ses 2 compétitions, mais cela ne lui permet pas de se qualifier pour la Finale. Durant les championnats des États-Unis, Evan se classe deuxième après le programme court, à 7.42 points derrière Jeremy Abbott. Durant le programme libre, Evan chute sur une tentative de quadruple saut en combinaison et se classe quatrième de ce segment de compétition. Il remporte la médaille de bronze au total. Avec ce classement, il est nommé sur l'équipe pour le Quatre Continents et les championnats du monde.
Aux championnats des quatre continents, Evan se classe deuxième après le programme court, à 7.25 points derrière Patrick Chan. Pour le programme libre, il se classe encore derrière Chan, mais à 4.29 points de distance. Il remporte la médaille d'argent, avec une différence de 15.39 points avec le médaillé de bronze, Takahiko Kozuka.
Aux championnats du monde 2009, Evan se retrouve au 2e rang après le programme court. Toutefois, il remporte le programme libre en pulvérisant son record personnel et il remporte le titre mondial avec 242,23 points devant Patrick Chan et Brian Joubert. Ce score total est aussi un nouveau record personnel. Evan devient ainsi le premier américain champion du monde depuis Todd Eldredge en 1996. Son classement combiné avec le classement de son compatriote Brandon Mroz donne droit aux États-Unis à trois places aux Jeux olympiques de 2010. Durant cette compétition, Evan dut patiner avec une fracture de stress au pied gauche, ce qui l'empêcha de tenter un quadruple saut. Il a pris 2 mois durant la saison morte pour guérir.
Lors du Grand Prix 2009/2010, Evan se classe deuxième à la Coupe de Chine et remporte finalement l'or à Skate America, après six présences à cette compétition. Il se qualifie aisément pour la Finale du Grand Prix. Il se classe deuxième lors du programme court, mais il remporte le programme long ainsi que sa première médaille d'or à cette compétition, en plus de briser tous ses records personnels de pointage. Il devient le deuxième américain à remporter la Finale du Grand Prix, après Jeremy Abbott, le vainqueur de la saison précédente.

### Changements d'entraîneurs

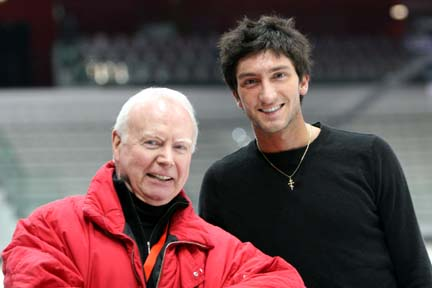
Evan Lysacek et Frank Carroll à la Finale du Grand Prix ISU 2007/2008.

À ses débuts, Evan était entraîné par Candice Brown à Napierville. Par la suite, il travailla avec Deborah Stoery à Napierville et à Addison pendant trois ans. Les deux années suivantes, Evan a eu un arrangement pour s'entraîner avec Maria Jezak-Athey à Addison et Viktor Kudriavtsev, un entraîneur russe travaillant principalement à Moscou. Kudriavtsev devait passer une partie de l'année à Chicago pour entraîner Evan qui devait ensuite passer ses étés au camp d'entraînement de Kudriavtsev basé à Moscou et à Films. Lorsque cet arrangement se révéla intenable, Kudriavtsev suggera à Lysacek de se tourner vers Frank Carroll. Carroll accepta de prendre Lysacek à la condition que celui-ci travaille plus en collaboration avec son assistant Ken Congemi, puisque Carroll était très pris par ses engagements envers Timothy Goebel. En juin 2003, Evan déménagea à El Segundo en Californie pour travailler avec Ken Congemi et Frank Carroll. Durant la saison 2006/2007, Evan a travaillé autant avec Carroll que Congemi. Puis après cette saison, Evan a commencé à travailler qu'avec Carroll.
Evan a travaillé avec plusieurs chorégraphes durant sa carrière, incluant Oleg Epstein et Kurt Browning. Ses programmes pour la saison 2007/2008 furent élaborées par Lori Nichol. Pour la saison 2008/2009, Evan a travaillé avec Tatiana Tarasova.

## Palmarès
| Compétition                   | 2001    | 2002    | 2003    | 2004    | 2005    | 2006    | 2007    | 2008    | 2009    | 2010    |  |  |  |  |
| Jeux olympiques d'hiver       |         |         |         |         |         | 4e      |         |         |         | 1er     |  |  |  |  |
| Championnats du monde         |         |         |         |         | 3e      | 3e      | 5e      | F       | 1er     | F       |  |  |  |  |
| Quatre continents             |         |         | 10e     | 3e      | 1er     | F       | 1er     | 3e      | 2e      | F       |  |  |  |  |
| Championnats des États-Unis   | 12e     | 12e     | 7e      | 5e      | 3e      | 2e      | 1er     | 1er     | 3e      | 2e      |  |  |  |  |
| Championnats du monde juniors | 2e      |         | 2e      | 2e      |         |         |         |         |         |         |  |  |  |  |
|                               |         |         |         |         |         |         |         |         |         |         |  |  |  |  |
| Grand Prix ISU                | 2000/01 | 2001/02 | 2002/03 | 2003/04 | 2004/05 | 2005/06 | 2006/07 | 2007/08 | 2008/09 | 2009/10 |  |  |  |  |
| Finale du Grand Prix          |         |         |         |         |         | F       | F       | 3e      |         | 1er     |  |  |  |  |
| Skate America                 |         |         |         |         | 5e      | 2e      | 2e      | 2e      | 3e      | 1er     |  |  |  |  |
| Skate Canada                  |         |         |         |         |         |         |         |         | 3e      |         |  |  |  |  |
| Coupe de Chine                |         |         |         |         |         |         | 1er     | 2e      |         | 2e      |  |  |  |  |
| Coupe de Russie               |         |         |         |         | 5e      |         |         |         |         |         |  |  |  |  |
| Trophée NHK                   |         |         |         |         |         | 2e      |         |         |         |         |  |  |  |  |
| Légende : F = Forfait         |         |         |         |         |         |         |         |         |         |         |  |  |  |  |

## Programmes
| Saison    | Programme court | Programme libre | Programme d'exhibition |
| --------- | --- | --- | --- |
| 2009/10   | L'Oiseau de feu par Igor Stravinsky chorégraphié par Lori Nichol                                                   | Shéhérazade par Nikolaï Rimski-Korsakov chorégraphié par Lori Nichol                                                      | Around the World par Frank Sinatra |
| 2008/09   | Boléro par Maurice Ravel chorégraphié par Tatiana Tarasova                                                         | Rhapsody in Blue par George Gershwin chorégraphié par Tatiana Tarasova                                                    | Billie Jean par Michael Jackson, Wall to Wall par Chris Brown |
| 2007/08   | Sélections de La Légende de Zorro et Le Masque de Zorro chorégraphié par Lori Nichol                               | Tosca par Giacomo Puccini chorégraphié par Lori Nichol                                                                    | Billie Jean par Michael Jackson, Wall to Wall par Chris Brown |
| 2007/08   | Sélections de La Légende de Zorro et Le Masque de Zorro chorégraphié par Lori Nichol                               | Tosca par Giacomo Puccini chorégraphié par Lori Nichol                                                                    | Boston par Augustana |
| 2007/08   | Sélections de La Légende de Zorro et Le Masque de Zorro chorégraphié par Lori Nichol                               | Tosca par Giacomo Puccini chorégraphié par Lori Nichol                                                                    | Tosca par Giacomo Puccini |
| 2007/08   | Sélections de La Légende de Zorro et Le Masque de Zorro chorégraphié par Lori Nichol                               | Tosca par Giacomo Puccini chorégraphié par Lori Nichol                                                                    | Ave Maria par Andrea Bocelli |
| 2006/07   | Passion de La Dernière Tentation du Christ par Peter Gabriel chorégraphié par Kurt Browning                        | Carmen Suite and Carmen par Georges Bizet and Rodion Shchedrin chorégraphié par Lori Nichol                               | One par U2 utilisé pour Skate America |
| 2006/07   | Passion de La Dernière Tentation du Christ par Peter Gabriel chorégraphié par Kurt Browning                        | Carmen Suite and Carmen par Georges Bizet and Rodion Shchedrin chorégraphié par Lori Nichol                               | Forever Young par Youth Group utilisé pour la Coupe de Chine |
| 2006/07   | Passion de La Dernière Tentation du Christ par Peter Gabriel chorégraphié par Kurt Browning                        | Carmen Suite and Carmen par Georges Bizet and Rodion Shchedrin chorégraphié par Lori Nichol                               | Ave Maria par Andrea Bocelli utilisé pour le Marshalls U.S. Figure Skating, aux Quatre Continents, et aux Championnats du monde |
| 2006/07   | Passion de La Dernière Tentation du Christ par Peter Gabriel chorégraphié par Kurt Browning                        | Carmen Suite and Carmen par Georges Bizet and Rodion Shchedrin chorégraphié par Lori Nichol                               | You Really Got Me par Van Halen utilisé pour les Championnats des États-Unis |
| 2006/07   | Passion de La Dernière Tentation du Christ par Peter Gabriel chorégraphié par Kurt Browning                        | Carmen Suite and Carmen par Georges Bizet and Rodion Shchedrin chorégraphié par Lori Nichol                               | Boston par Augustana utilisé pour le 2007 Marshalls Showcase |
| 2006/07   | Passion de La Dernière Tentation du Christ par Peter Gabriel chorégraphié par Kurt Browning                        | Carmen Suite and Carmen par Georges Bizet and Rodion Shchedrin chorégraphié par Lori Nichol                               | I need you tonight par INXS utilisé pour le 2007 Marshalls Showcase |
| 2005/06   | Vamos a Bailar par Gipsy Kings utilisé pour Skate America et le Trophée NHK                                        | Grease arrangements par Paul Rudolph utilisé pour le Campbell's Classic et Skate America                                  | Sway par Michael Bublé utilisé en alternance avec Time to Say Goodbye durant la saison |
| 2005/06   | Vamos a Bailar par Gipsy Kings utilisé pour Skate America et le Trophée NHK                                        | Grease arrangements par Paul Rudolph utilisé pour le Campbell's Classic et Skate America                                  | Time to Say Goodbye par Andrea Bocelli utilisé en alternance avec Sway durant la saison |
| 2005/06   | España Cañi par Pascual Marquina re-chorégraphié par Lori Nichol utilisé à partir des Championnats des États-Unis. | Carmen Suite et Carmen par Georges Bizet et Rodion Shchedrin chorégraphié par Lori Nichol utilisé à partir du Trophée NHK | How to Pick Music : Run It, Get Rhythm, et Hound Dog par Chris Brown, Johnny Cash, et Elvis Presley utilisé pour le Marshalls U.S. Figure Skating, ensuite pour la tournée Champions on Ice. Il n'a jamais été présenté durant un gala d'exhibition après une compétition |
| 2004/05   | España Cañí par Pascual Marquina                                                                                   | Singin' in the Rain par le MGM Studio Orchestra                                                                           | Sway par Michael Bublé |
| 2003/04   | España Cañí par Pascual Marquina                                                                                   | Second Piano Concerto par Sergei Rachmaninov                                                                              | Time to Say Goodbye par Andrea Bocelli |
| 2002/03   | España Cañí par Pascual Marquina                                                                                   | Drop Zone (trame sonore) par Hans Zimmer                                                                                  | Time to Say Goodbye par Andrea Bocelli |
| 2002/03   | España Cañí par Pascual Marquina                                                                                   | Drop Zone (trame sonore) par Hans Zimmer                                                                                  | Desert Rose par Sting & Cheb Mami |
| 2001/02   | | | |
| 2000/01   | | Les Quatre Saisons par Antonio Vivaldi                                                                                    | Let's Get Loud par Jennifer Lopez |
| 1999/2000 | | Romeo et Juliette | |

## Sources
- (en) Cet article est partiellement ou en totalité issu de l’article de Wikipédia en anglais intitulé « Evan Lysacek » (voir la liste des auteurs).